# Micro-SIM

Confronto tra il formato Mini-SIM e Micro-SIM.

La Micro-SIM è una particolare versione della smart card SIM, cioè il modulo di identità dell'abbonato, necessario per fruire di tutti i servizi messi a disposizione dall'operatore di telefonia mobile (traffico voce, trasmissione dati, ecc). Rimangono perciò invariati tutti gli aspetti tecnici, quali tensione di funzionamento (3,3 V), dimensioni del circuito stampato, sistema di riconoscimento da parte della rete, Codice PIN e capacità di archiviazione. L'unica differenza rispetto alla SIM in formato plug-in è il form factor del sostegno in plastica del circuito (stabilito dall'ETSI nel 2003), che misura 15×12 mm; con mantenimento del taglio di un angolo al fine di evitare errori di inserimento nel dispositivo. Da ciò si evince che questo formato è destinato ad apparecchi di dimensione particolarmente compatta.
Questa versione di SIM card è stata utilizzata per alcuni anni dall'operatore mobile 3 Italia, che vendeva telefoni cellulari (ad esempio l'LG U880) con slot per Micro-SIM al fine di impedire l'utilizzo di SIM di altri operatori (per cui era necessario, oltre alla riduzione della sim, anche lo sblocco abusivo del software del telefono) invece di quelle contenute nelle confezioni dei cellulari con prezzo promozionale, questi ultimi legati di fatto all'utilizzo della scheda abbinata.
Attualmente è utilizzata nelle versioni 3G dell'iPad (1ª, 2ª e 3ª generazione), nell'iPhone 4, iPhone 4S, Motorola Razr, Motorola Moto G, in alcuni smartphone Nokia, quali il Nokia N9, il Nokia 603, tutti gli smartphone Nokia della gamma "Lumia" con Windows Phone, nei Sony Xperia S, Xperia P, Xperia SP, Xperia T ed Xperia Z, in alcuni prodotti di HTC (HTC 8x, HTC One S, HTC One X e HTC One), nel Samsung Galaxy S3, Galaxy S4 e negli LG Nexus 4, Nexus 5 e Optimus G. L'adozione di questa tecnologia, ha permesso di recuperare spazio per l'inserimento di altri componenti elettronici, che consentono il miglioramento delle caratteristiche dell'apparecchio.
Alcune soluzioni "fai da te" permettono di utilizzare le Mini-SIM anche in dispositivi predisposti per le Micro-SIM: resta tuttavia un'operazione che, se effettuata senza le dovute accortezze, può distruggere il supporto fisico del chip presente sulla Mini-SIM.
Nel maggio 2011, Apple e l'operatore France Télécom hanno studiato e prodotto un nuovo formato di SIM ancora più piccolo, la nano-SIM.
Anche Nokia, appoggiata da Motorola e RIM, ha proposto un proprio formato di nano-SIM ma nel 2012 è stato scelto il modello di Apple per via di alcuni brevetti concessi gratuitamente agli sviluppatori, sebbene il formato di Nokia sembrasse più pratico in quanto non necessitava di adattatori aggiuntivi.